# Neobisium fiscelli
Neobisium fiscelli är en spindeldjursart som beskrevs av Giuliano Callaini 1983. Neobisium fiscelli ingår i släktet Neobisium och familjen helplåtklokrypare. Inga underarter finns listade i Catalogue of Life.